# Pain pita
Pour les articles homonymes, voir Pita et Pide.

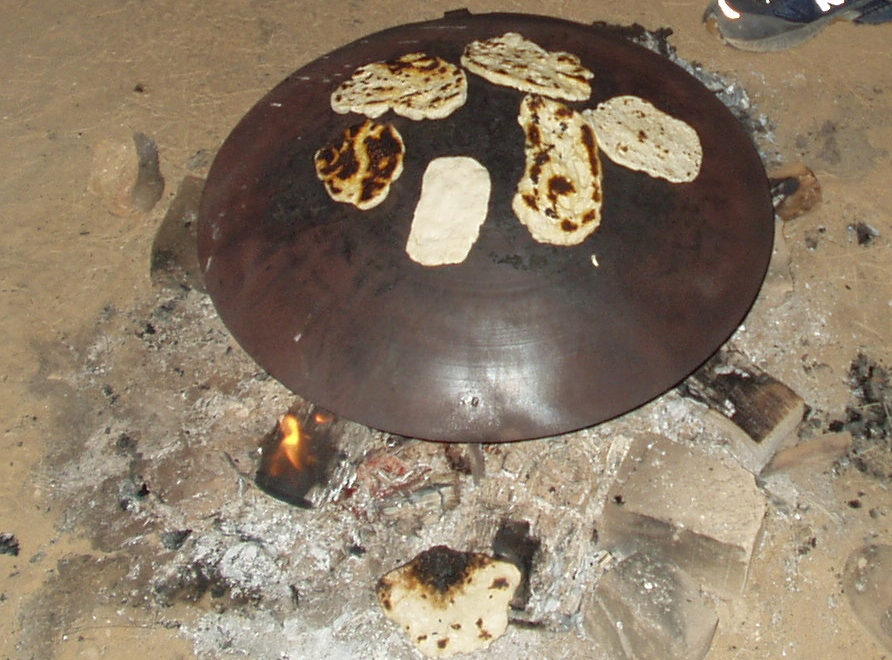
Pitas cuites sur un feu extérieur.

La pita ou le pain pita, aussi appelé pain arabe ou pain turc bien qu'il soit différent selon les régions, désigne un pain plat de forme ronde originaire du Moyen-Orient préhistorique et consommé couramment en Europe du Sud-Est et au Moyen-Orient. On trouve également l'orthographe pitta.

## Dénomination
Le terme πίτα / píta est probablement dérivé du grec ancien πηκτός / pêktós, qui veut dire « solide » ou « coagulé, grumeaux ». Dans le monde arabe, les pains plats tels que la pita sont appelés khubz (« pain ordinaire »). Le livre de cuisine arabe du xe siècle, Kitab al-Tabikh de Muhammad bin Hasan al-Baghdadi, cite six recettes pour le khubz, tous cuits dans un four tandoor.
Il porte différents noms selon le pays : كماج (« kmaj ») ou خبز عربي (« pain arabe ») en arabe ; питка en bulgare ; հաց պիտա (« hats pita ») en arménien ; πίτα en grec ; פִּתָּה ou פיתה (« pitta ») en hébreu ; pită en roumain ; pide en turc. En italien, le mot « pizza » pourrait avoir la même étymologie.
Le terme « pita » est également utilisé pour désigner les chaussons cuits au four, à base de pâte phyllo généralement garnis de fromage et légumes : tirópita grecque, burek bosniaque…

## Utilisation
Ce pain est servi en accompagnement lors des repas (mezzé) pour attraper les aliments, ou sert à former un sandwich (par exemple kebab, gyros, falafel, etc.).
La pita est aussi le pain qui est mangé durant la période du ramadan en Turquie ; elle est alors appelée « pide du Ramadan » (en turc : ramazan pidesi). Dans certaines villes de Turquie (en Anatolie centrale notamment), c'est le seul pain vendu au cours du Ramadan[réf. nécessaire].